# 比利亚武埃纳-德阿拉瓦
比利亚武埃纳-德阿拉瓦（西班牙語：Villabuena de Álava）是西班牙巴斯克自治区阿拉瓦省的一个市镇。总面积9km²，总人口321人（2001年），人口密度36人/km²。